# Fearless (téléfilm)
Pour les articles homonymes, voir Fearless.
Pour plus de détails, voir Fiche technique et Distribution.
Fearless est un téléfilm américain réalisé par Blair Hayes, diffusé en 2004.

## Synopsis
Gaia Moore, une femme sans crainte devient un agent du FBI. Sa mère a été assassinée et son père est un antiterroriste en dissimulation. Elle est recrutée par son parrain pour rejoindre la section criminel à New York. Jordan Garcie est un criminel reconverti en agent FBI.

## Fiche technique
- Titre : Fearless
- Titre québécois :
- Titre original : Fearless
- Réalisation : Blair Hayes
- Scénario : Jenna Bans et Jeremy Carver
- Photographie : Anthony F. Balderrama
- Pays d'origine : États-Unis
- Format : Couleur
- Genre : Drame
- Durée :
- Date de diffusion : 2004

## Distribution
- Rachael Leigh Cook : Gaia Moore
- Bianca Lawson : Harmony Kaye
- Eric Balfour : Ryan
- Erich Anderson : le parrain de Gaia
- Ian Somerhalder : Jordan Gracie
- Judith Hoag : la marraine de Gaia
- Gregory Itzin